# Bearsted
Bearsted (engelskt uttal: [ˈbɛərstɛd]) är en ort och civil parish i grevskapet Kent i sydöstra England. Orten ligger i distriktet Maidstone, direkt öster om Maidstone. Tätorten (built-up area) hade 8 353 invånare vid folkräkningen år 2021.